# یواس‌اس آمپر (ای‌دی‌جی-۱۱)
یواس‌اس آمپر (ای‌دی‌جی-۱۱) (به انگلیسی: USS Ampere (ADG-11)) یک کشتی بود که طول آن ۱۸۴ فوت ۹ اینچ (۵۶٫۳۱ متر) بود. این کشتی در سال ۱۹۴۴ ساخته شد.